# Eenheidsbol

voor verschillende normen de eenheidsbol in twee dimensies: eenheidscirkels

In de wiskunde is een eenheidsbol of eenheidssfeer het boloppervlak of de sfeer op afstand 1 vanaf een vast centraal middelpunt. Er wordt onderscheid gemaakt tussen het boloppervlak en de massieve bol. Een gesloten, massieve eenheidsbol is de verzameling punten op een afstand kleiner dan of gelijk aan 1 vanaf het middelpunt.
Er is meestal een specifiek punt aangewezen als de oorsprong van de te bestuderen ruimte, waarbij de eenheidsbol gecentreerd is rondom dit punt.   
Iedere bol kan door een combinatie van translatie en verschalen tot een eenheidsbol worden getransformeerd. Een massieve bol kan zo ook naar een massieve eenheidsbol worden getransformeerd. De eigenschappen van bollen kunnen op deze manier in het algemeen worden teruggebracht tot de studie van de eenheidsbol.
Soms bedoelt men met eenheidssfeer de eenheidsbol in een driedimensionale ruimte in het bijzonder. De eenheidsbol en -bal in twee dimensies noemt men de eenheidscirkel en eenheidsschijf.

## Eenheidsbollen in de euclidische ruimte
In een euclidische ruimte van {\displaystyle n} dimensies is het oppervlak van de eenheidsbol de verzameling van alle punten 
{\displaystyle x_{1},\cdots ,x_{n}}
die voldoen aan de vergelijking
{\displaystyle x_{1}^{2}+x_{2}^{2}+\cdots +x_{n}^{2}=1}
en de massieve eenheidsbol is de verzameling van alle punten die voldoen aan de ongelijkheid
{\displaystyle x_{1}^{2}+x_{2}^{2}+\cdots +x_{n}^{2}\leq 1}

### Algemene formules voor oppervlakte en inhoud
De inhoud en de oppervlakte van de eenheidsbol in een {\displaystyle n}-dimensionale euclidische ruimte komen in veel belangrijke formules binnen de analyse voor. De oppervlakte van de eenheidsbol in {\displaystyle n}-dimensies, in de literatuur vaak aangegeven door {\displaystyle \omega _{n}}, kan als volgt worden uitgedrukt door gebruik te maken van de gammafunctie,
{\displaystyle \omega _{n}={\frac {2\pi ^{n/2}}{\Gamma (n/2)}}}
De inhoud van een eenheidsbol is {\displaystyle \omega _{n}/n.}

### Twee en drie dimensies
- In de tweedimensionale euclidische ruimte is de oppervlakte van een eenheidsbol {\displaystyle A=\pi r^{2}}
- In drie dimensies is de inhoud van een eenheidsbol {\displaystyle V={\frac {4}{3}}\pi r^{3}} en

de oppervlakte gelijk aan {\displaystyle A=4\pi r^{2}}.

## Eenheidsballen in de genormeerde vectorruimte
Preciezer gezegd, de open eenheidsbol in een genormeerde vectorruimte {\displaystyle V}, met de norm {\displaystyle \|\cdot \|}, is
{\displaystyle \{x\in V:\|x\|<1\}}
Het is het inwendige van de gesloten eenheidsbol van {\displaystyle (V,\|\cdot \|):}
{\displaystyle \{x\in V:\|x\|\leq 1\}}
Deze laatste is de disjuncte vereniging van de eerste en hun gemeenschappelijke grensvlak, de eenheidsbol van {\displaystyle (V,\|\cdot \|):}
{\displaystyle \{x\in V:\|x\|=1\}}

### Commentaar
De vorm van de eenheidsbol is volledig afhankelijk van de gekozen norm. De eenheidsbol kan zelfs hoeken hebben en kan bijvoorbeeld lijken op {\displaystyle [-1,1]^{n}} in het geval van de norm {\displaystyle 1_{>\infty }} op de {\displaystyle \mathbb {R} ^{n}.} De ronde bol wordt opgevat als de gebruikelijke hilbertruimte-norm. In het eindigdimensionale op euclidische afstand gebaseerde geval is het grensvlak van deze ronde bal dat wat meestal wordt bedoeld met de eenheidsbol.

## Generalisaties

### Metrische ruimtes
Alle drie de bovenstaande definities kunnen eenvoudig worden gegeneraliseerd naar een metrische ruimte, met betrekking tot een gekozen oorsprong. Topologische overwegingen met betrekking tot het inwendige, de afsluiting en het grensvlak hoeven echter niet altijd op dezelfde wijze van toepassing te zijn. In de ultrametrische ruimten bijvoorbeeld leiden deze definities tegelijkertijd tot open- en gesloten verzamelingen en kan de eenheidsbol in sommige metrische ruimten zelfs leeg zijn. 

### Kwadratische vormen
Als {\displaystyle V} een lineaire ruimte is met een echte kwadratische vorm {\displaystyle F:V\rightarrow R}, dan wordt {\displaystyle (x\in V:F(x)=1)} soms de eenheidsbol van {\displaystyle V} genoemd. Twee-dimensionale voorbeelden zijn de split-complexe getallen en de duale getallen. Wanneer {\displaystyle F} negatieve waarden accepteert, dan wordt {\displaystyle (x\in V:F(x)=-1)} de tegenbol genoemd.